# 24. skupina astronautů NASA
24. skupina astronautů NASA je budoucí tým kandidátů na astronauty, kteří budou vybráni americkou vesmírnou agenturou NASA, případně některou ze spolupracujících zahraničních agentur.

## Historie skupiny
NASA 5. března 2024, v den zařazeni členů 23. skupiny mezi astronauty, zahájila příjem přihlášek do dalšího, již 24. výběru. Zájemci měli původně na přihlášení lhůtu do 2. dubna 2024, koncem března však byla prodloužena do 16. dubna 2024.
Oznámení jmen vybraných kandidátů a jejich nástup do společného základního výcviku se předpokládá na podzim 2025. Po dokončení výcviku – včetně úspěšného absolvování všech testů a zkoušek – zhruba o 2 roky později se kandidáti stanou řádnými astronauty a budou k dispozici pro zařazení do letových posádek.